# Salmo ciscaucasicus
Salmo ciscaucasicus es una especie de pez de la familia Salmonidae en el orden de los Salmoniformes.